# عز الدين رسول
عز الدين مصطفى رسول (1934-2019) كاتب عراقي كردي من مواليد مدينة السليمانية في العراق، أحد مؤسسي المؤتمر الوطني الكردستاني، واتحاد الكتاب الكرد، له مجموعة من المصنفات الأدبية والفكرية وساهم بترجمة العديد من الكتب إلى اللغة الكردية، كان يتقن اللغة الروسية والفارسية والتركية مما ساعده في ترجمة عددا من المدونات من أهمها «ممي آلان» التي ترجمها إلى العربية عام 1984، تجاوزت مؤلفاته 80 مؤلفا، وله العديد من المقالات والبحوث الأدبية، ومن أهم كتبه «في آداب الفولكلور الكردي» الذي فاز بجائزة أحسن كتاب كردي عام 1970.

## حياته
ولد عز الدين رسول في مدينة السليمانية عام 1934م ودرس المرحلة الابتدائية والثانوية فيها، ثم التحق بمعهد المعلمين العالي في بغداد عام 1951، عمل في التعليم الابتدائي في بلدة قلدز القريبة من الحدود الإيرانية، وكان يمارس عمله الصحفي وتأثر بالشاعر الكردي «عبد الله غوران» الذي وصفه بـ: «الأستاذ العارف، المتواضع مع التلميذ الدؤوب المتلهف للمعرفة»، حيث قام بترجمة قصائده ونشرها في مجلة «صدى المستقبل» وذلك عام 1953. حصل على بعثة دراسية إلى الاتحاد السوفياتي السابق بعد انقلاب عبد الكريم قاسم عام 1958، وأكمل دراسته العليا هناك والتحق بدورة لتعلم اللغة الروسية، ثم انتقل إلى باكو في أذربيجان وحصل على شهادة الدكتوراه في الأدب من معهد الاستشراق بجامعة «باكو» في عام 1963م.عُين أستاذا في قسم اللغة الكردية بجامعة بغداد بعد تدخل مباشر من الزعيم الكردي مصطفى بارزاني، قبل أن يعود إلى موسكو مرة أخرى لاستكمال دراساته هناك عام 1979.

## نشاطه السياسي
شارك في الانتفاضة الشعبية التي قامت ضد نظام الحكم الملكي في عام 1952، على أثرها فُصل من المعهد وعاد إلى السليمانية. بعد حصوله على الدكتوراه من جامعة باكو تولى الإشراف على إذاعة «صوت الشعب العراقي» السرية، التي كانت تبث من العاصمة البلغارية صوفيا حينها، وذلك تلبية لطلب من الحزب الشيوعي العراقي الذي كان أحد أعضائه. وفي عام 1965عاد إلى جبال كردستان وقاتل في صفوف الحزب الشيوعي، أصبح نائبا مستقلا في أول برلمان منتخب في إقليم كردستان العراق عام 1992، مع كتلة حزب الاتحاد الوطني الكردستاني بزعامة جلال طالباني. وفي عام 1969أسهم في تأسيس اتحاد الأدباء الكرد، الذي تم حله بعد بيان 11 مارس 1970، ثم أعيد تأسيسه في بغداد وانتخب رئيسا له بالأغلبية.

## كتبه
له 86 من المؤلفات والترجمات منها:
- الواقعية في الأدب الكردي عام 1975 وقد نشره باللغة العربية في صيدا بلبنان.[3]
- ترجمة «ممي آلان» للغة العربية عام 1984 ونشرته دار الثقافة الكردية.
- ترجمة ديوان عبد الله كوران في كتاب «عبد الله كوران الآثار الشعرية الكاملة».
- «في آداب الفولكلور الكردي» حاز على جائزة أحسن كتاب كردي عام 1970.[1]
- كتاب «قافلة من شهداء كردستان إيران».
- كتاب «الشعر الكردي حياة ونتاج شعرائه» طبع هذا الكتاب باللغة الكردية عام 1980م.
- كتاب«حول الصحافة الكردية» حيث دون فيه تاريخ الصحافة في كردستان، طبع هذا الكتاب في بغداد عام 1973م.
- ترجم كتاب «علم الادب المقارن» للعالم السوفيتي جيرمونسكي.
- ترجمة كتاب «نظرية الادب الشرقية» لمجموعة من المؤلفيين السوفيت.